# Lư Sơn
Lư Sơn (giản thể: 庐山; phồn thể: 廬山; bính âm: Lúshān, Cám ngữ: Lu-san), còn được biết đến là Khuông Lư (匡庐) trong thời cổ đại, là một dãy núi nằm ở phía bắc tỉnh Giang Tây, Trung Quốc, gần hồ Bà Dương. Đây là một trong những ngọn núi nổi tiếng nhất Trung Quốc.
Nó nằm chủ yếu ở Thành phố Lư Sơn, Cửu Giang, mặc dù phần phía bắc của nó thuộc Liêm Khê mà trước đây được gọi là huyện Lư Sơn bao phủ phần lớn dãy núi Lư Sơn cho đến năm 2016. Lư Sơn có chiều dài khoảng 25 km, bề rộng 10 km, phía bắc là sông Dương Tử, nam là thành phố Nam Xương, hồ Bà Dương ở phía đông. Dãy núi có 99 ngọn núi, trong đó đỉnh cao nhất là Đại Hán Dương (大汉阳) ở độ cao 1.474 mét trên mực nước biển, là một đỉnh núi dốc đá bao quanh bởi biển mây 200 ngày trong năm. Lư Sơn được biết đến với vẻ đẹp hùng vĩ là một phần của vườn quốc gia Lư Sơn được UNESCO công nhận là Di sản thế giới từ năm 1996, và một điểm du lịch nổi tiếng ở Trung Quốc, đặc biệt là trong những tháng mùa hè khi thời tiết mát mẻ.

## Mô tả
Đây là nơi đến được du khách nội địa Trung Quốc ưa thích. Tại đây, trên vách núi có thể nhìn thấy sự dịch chuyển vỉa rất đặc biệt từ thời kỳ băng hà. Phong cảnh vùng này rất đẹp với các đỉnh núi, thung lũng, hẻm núi, khe núi, kiến tạo đá, hang động, và thác nước. Khu vực này cũng có một số đền thờ Đạo giáo, chùa Phật giáo, cũng như nhiều di tích Khổng giáo.
Tại Lư Sơn, Huệ Viễn đã thành lập Phật giáo Tịnh độ ở sườn phía tây vào năm 402. Tại đây cũng có chùa Đông Lâm (东林寺)
Năm 1982, Quốc vụ viện Trung Quốc phê chuẩn Lư Sơn là khu danh lam thắng cảnh trọng điểm của quốc gia. Vườn quốc gia này trải dài trên diện tích 500 km² đến lưu vực Hồ Bà Dương.
Năm 1996, vườn quốc gia Lư Sơn được UNESCO công nhận là Di sản văn hóa thế giới. Năm 2004, Lư Sơn cũng đã được UNESCO công nhận Công viên Địa chất Quốc gia Lư Sơn kỷ Băng Hà (庐山第四纪冰川国家地质公园) trở thành Thành viên của mạng lưới Công viên địa chất toàn cầu.

## Văn học
- Núi Lư Sơn nổi tiếng đẹp đã là nguồn cảm hứng cho nhiều tác phẩm thi ca Trung Quốc. Điển hình là bài thơ "Xa ngắm thác núi Lư" của Lý Bạch, hay bài "Lô Sơn" (hay Lư Sơn) mà giới thiền tông thường cho là của Tô Đông Pha.

Lô Sơn
Lô sơn yên tỏa Chiết giang triều
Vị đáo bình sinh hận bất tiêu
Đáo đắc hoàn lai vô biệt vị
Lô sơn yên tỏa Chiết giang triều.
Bản dịch tiếng Việt của sư Mật Thể:
Lô Sơn
Mù tỏa Lô Sơn sóng Triết Giang
Khi chưa đến đó hận muôn vàn
Đến rồi về lại không gì lạ
Mù toả Lô Sơn sóng Triết Giang.

## Hình ảnh

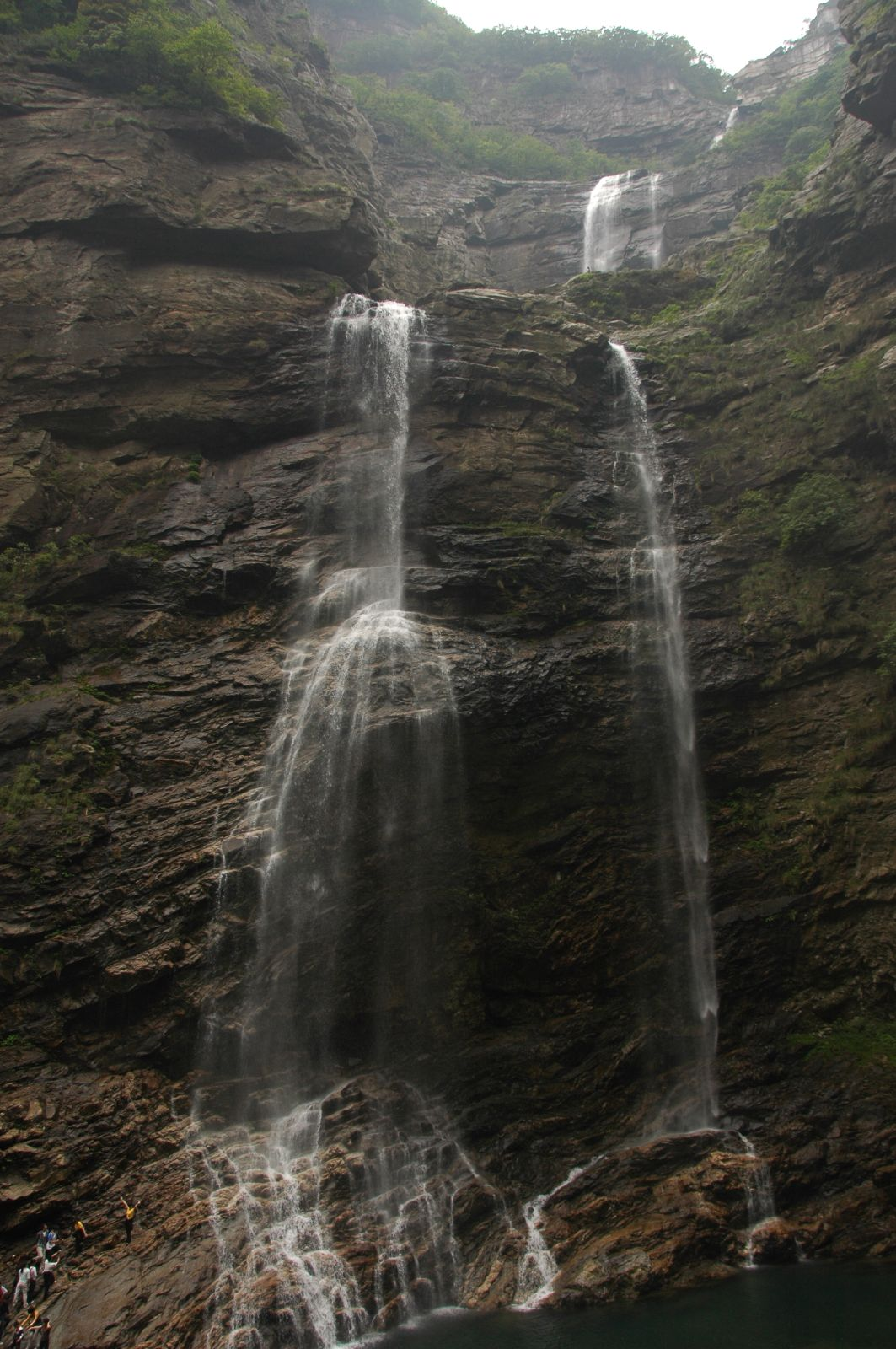
Thác nước tại Lư Sơn
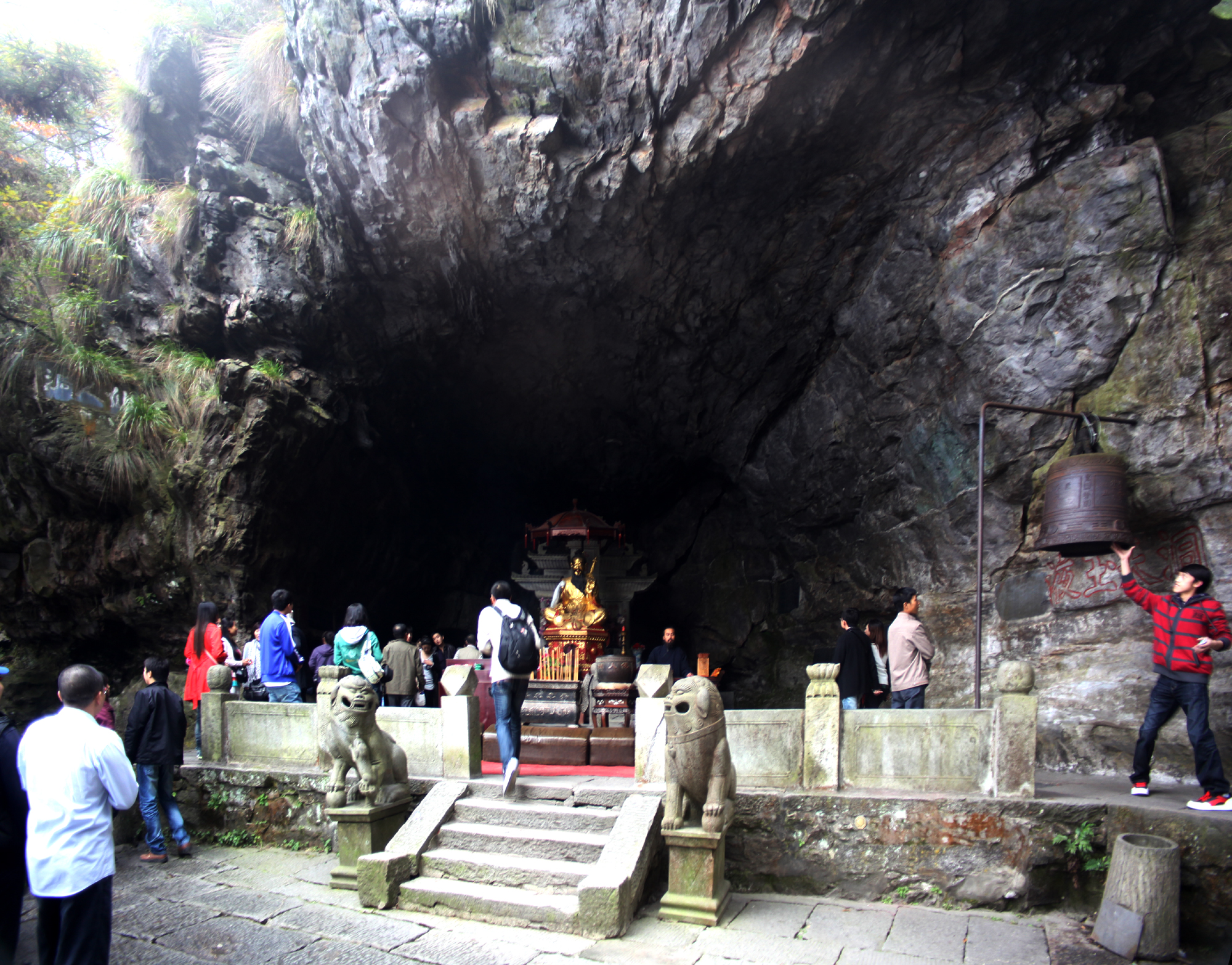
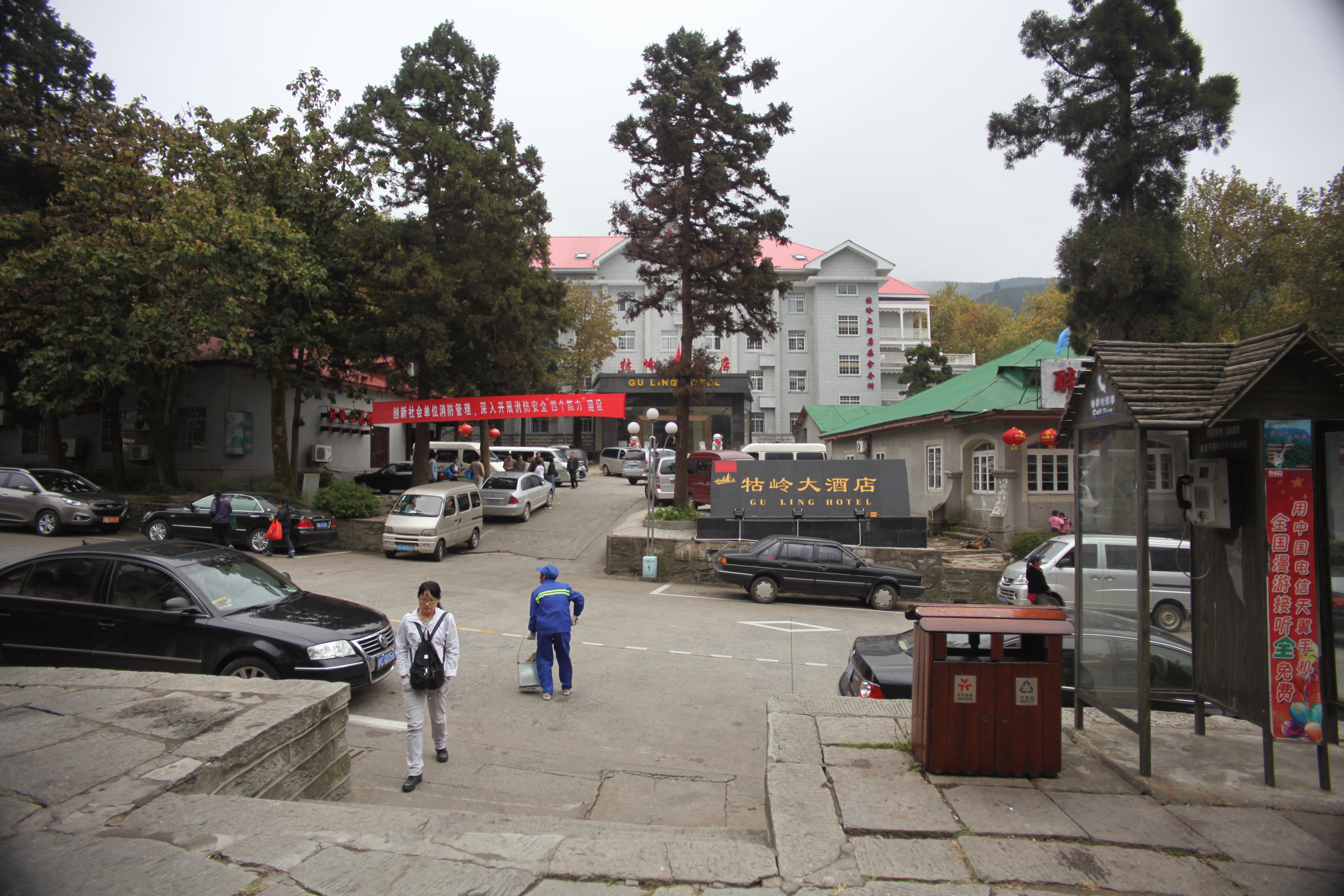
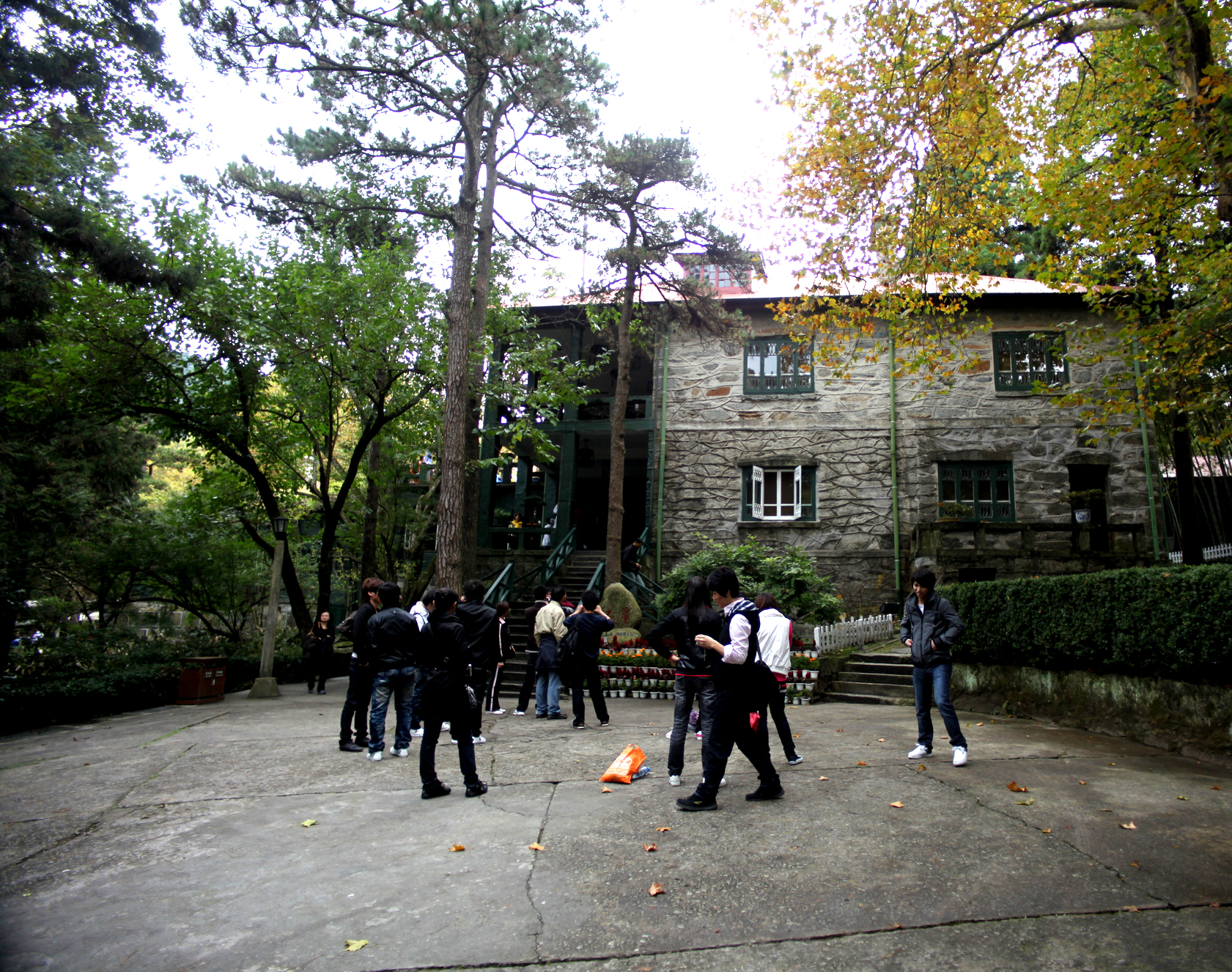
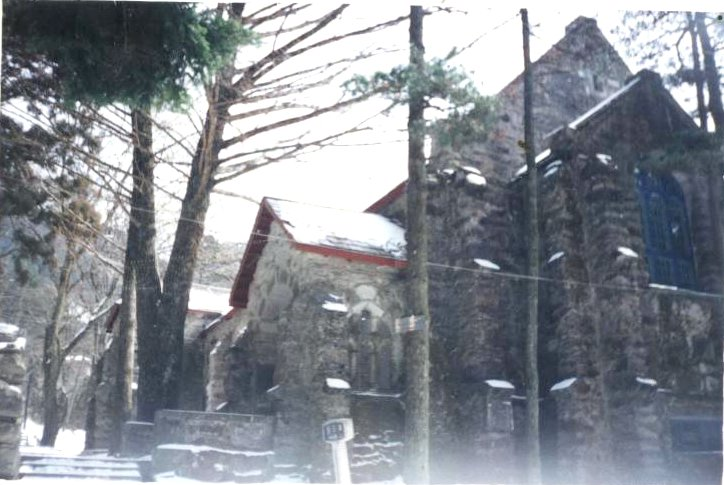
Nhà thờ cổ
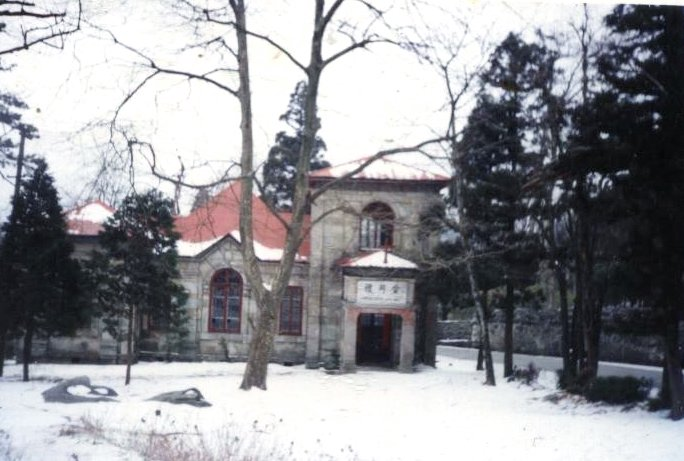
Nhà thờ cổ
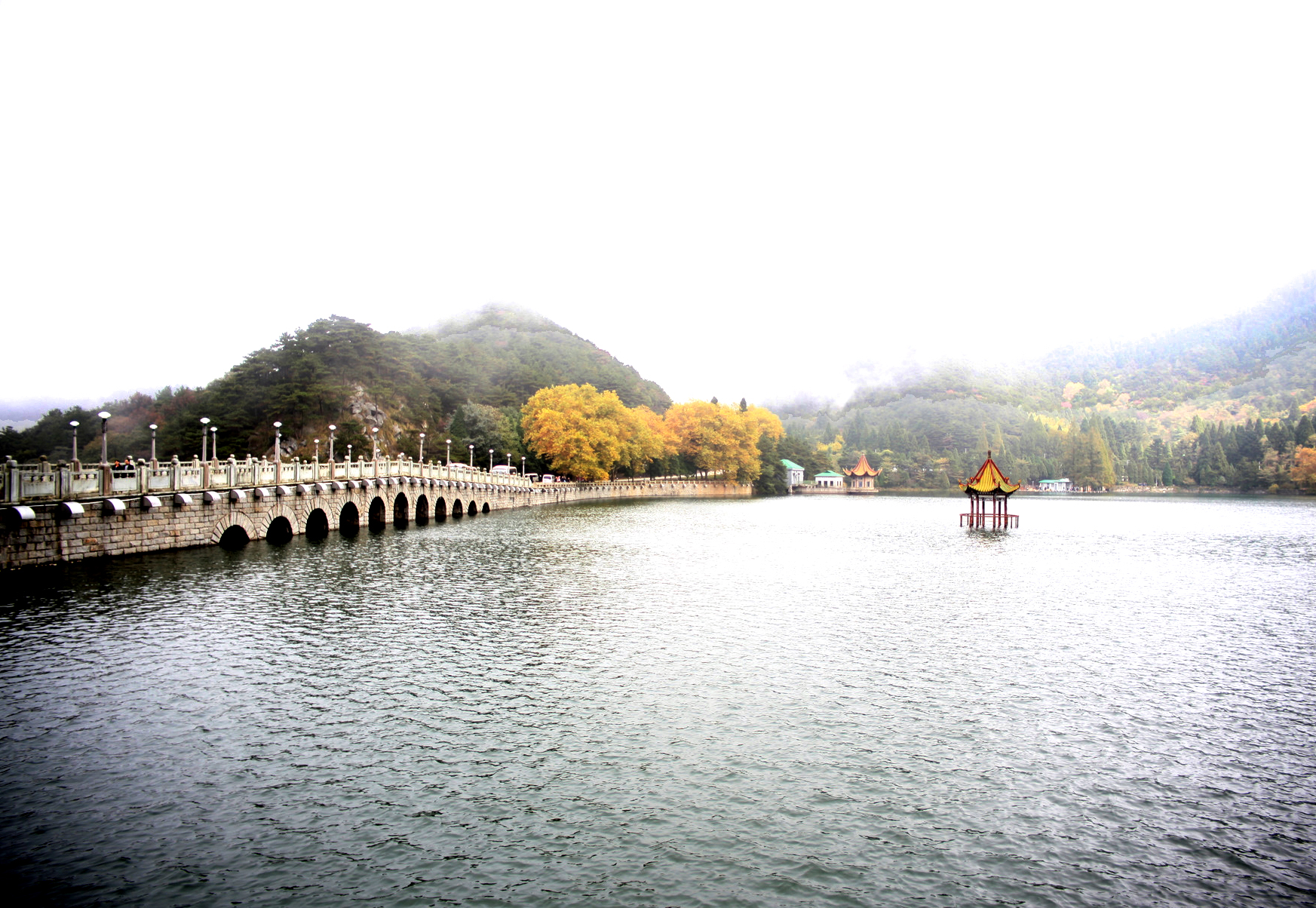
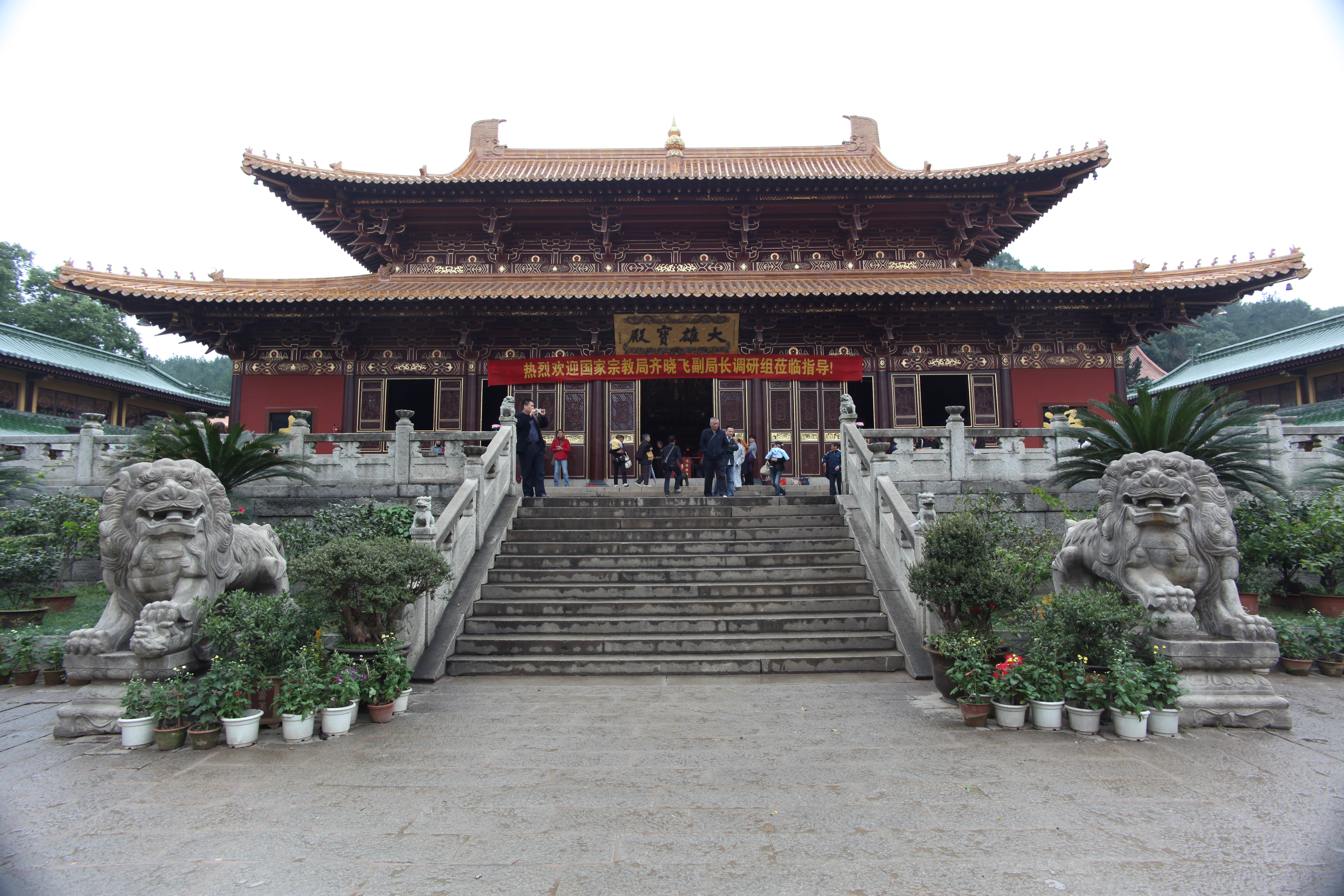
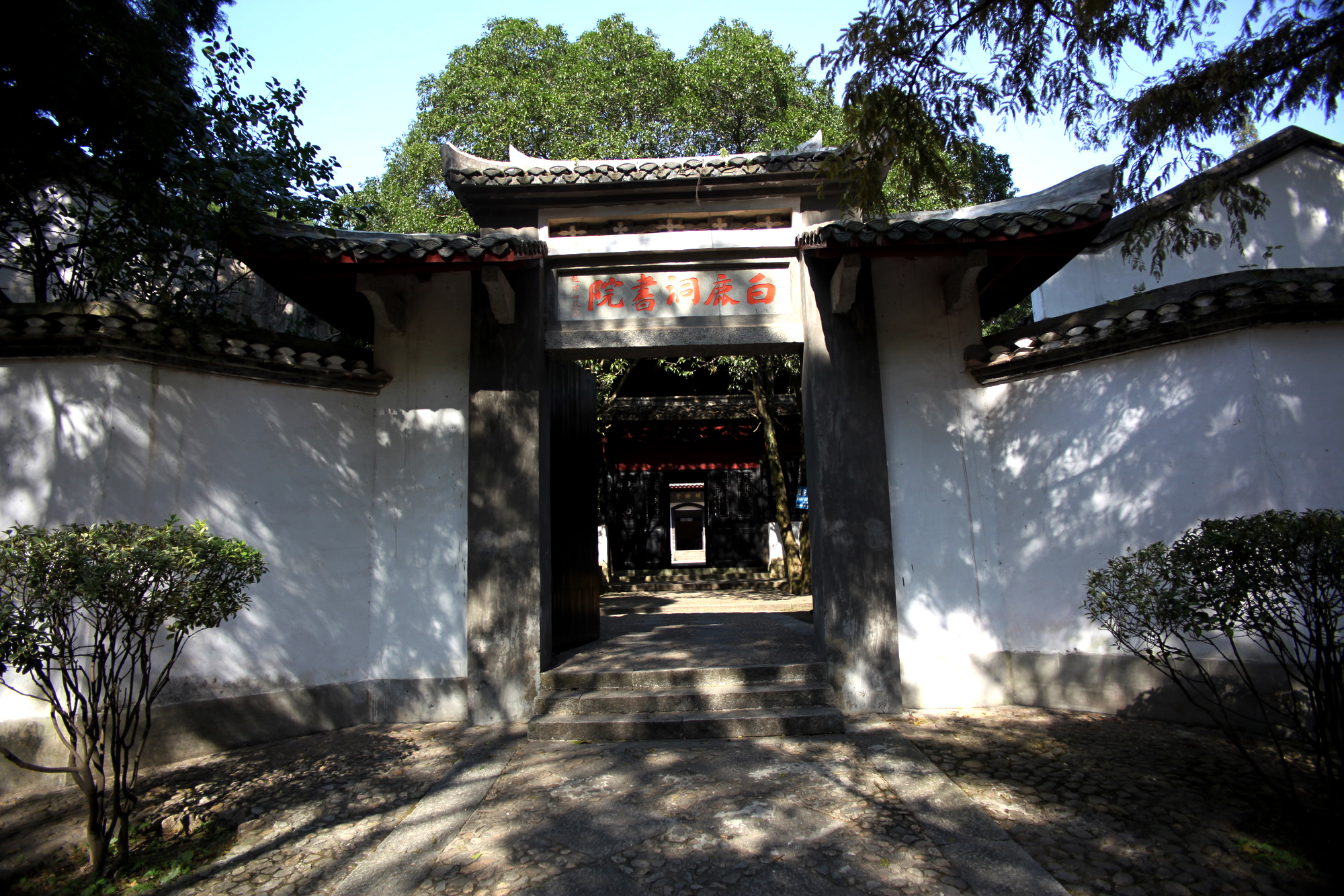
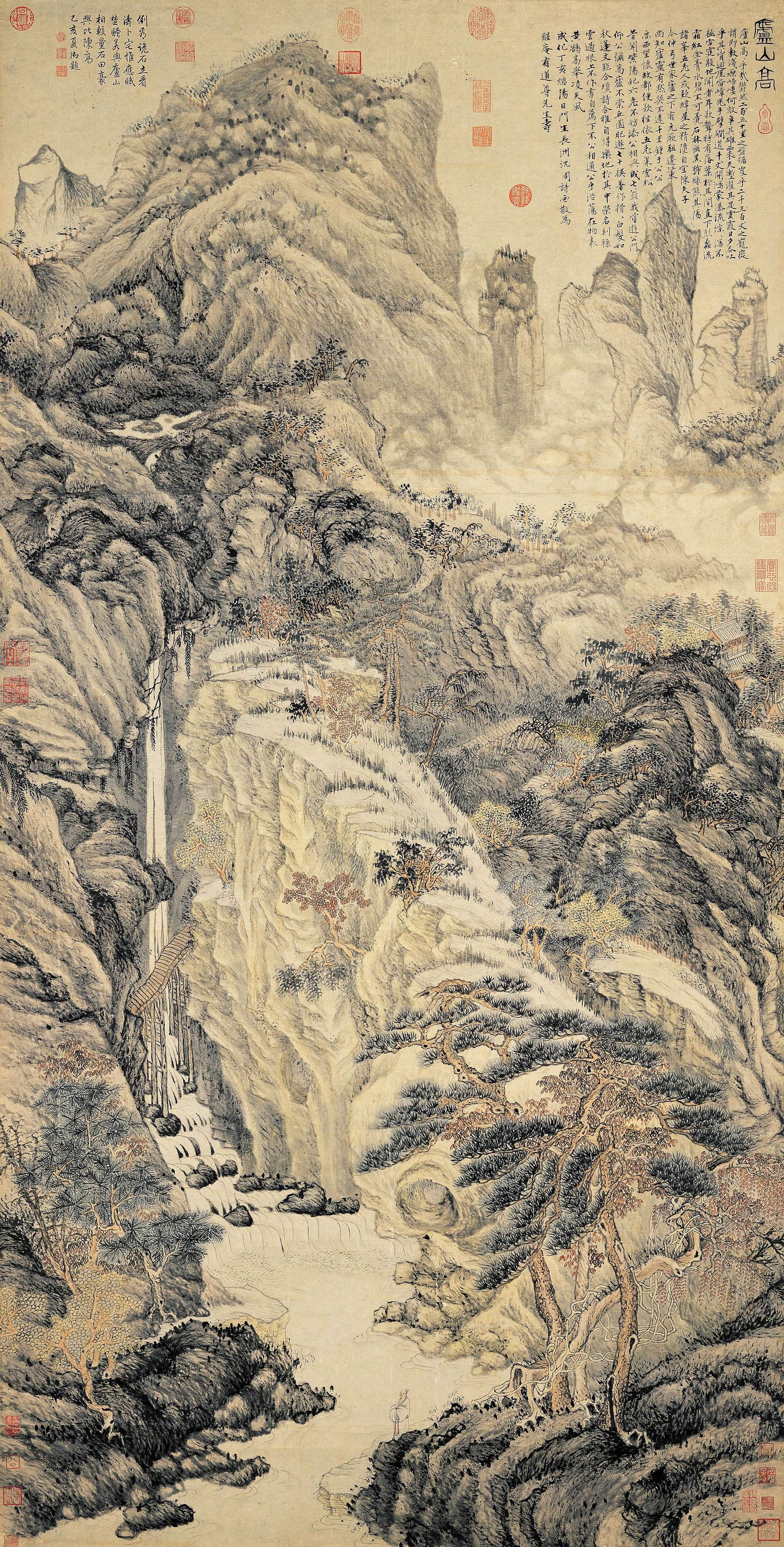
Lofty Mount Lu
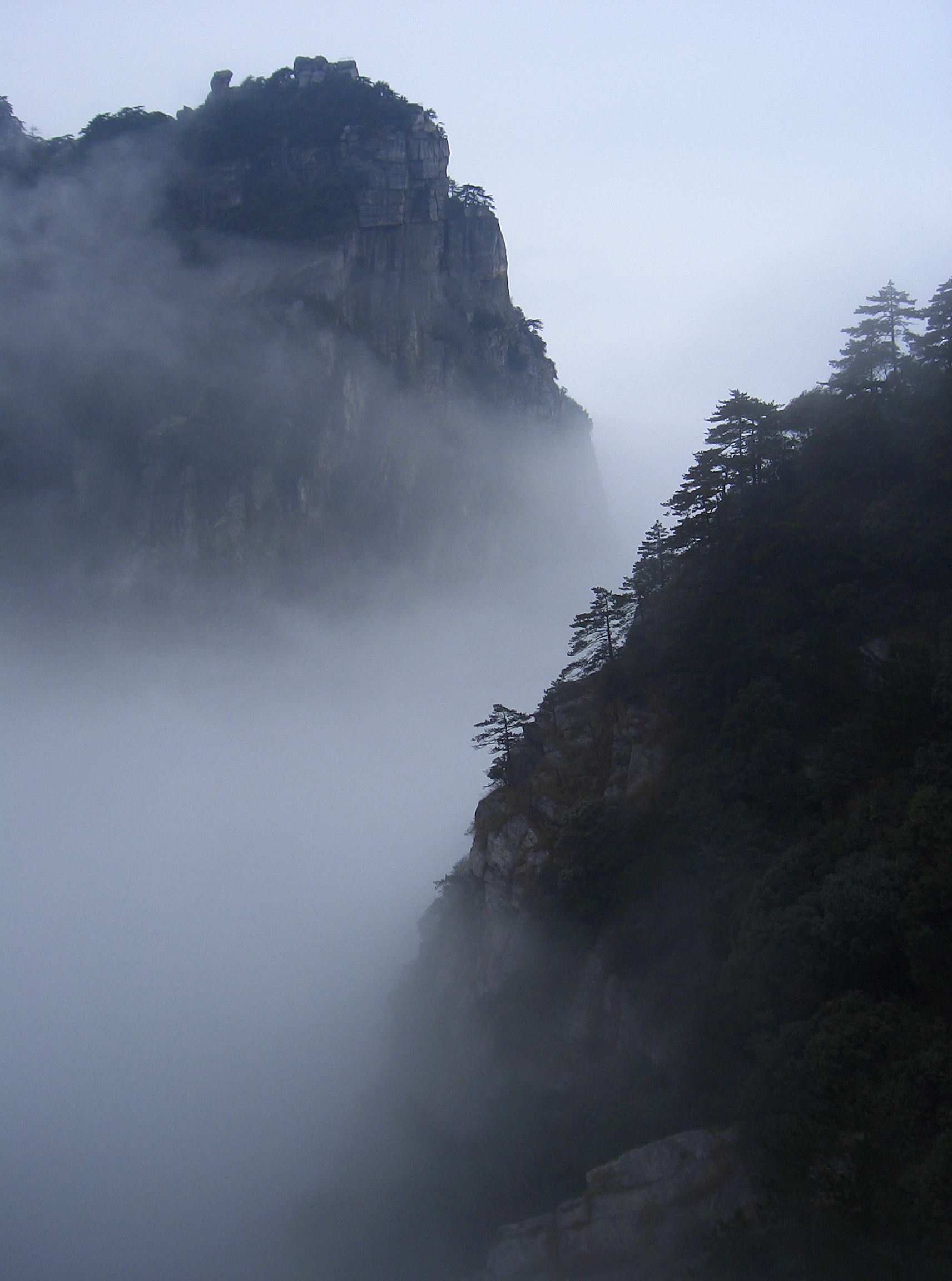
Các đỉnh núi nhỏ của dãy núi.